# Казанская улица (Малая Охта)
Каза́нская у́лица — улица в Красногвардейском районе Санкт-Петербурге. Проходит от проспекта Шаумяна до Гранитной улицы.

## История
Улица существует с конца XIX века и до 1914 года именовалась Кошкиной улицей по имени домовладельца, которому принадлежало несколько находившихся здесь домов. В 1914 году улица была переименована в Казанскую по городу Казани.
Не следует путать её с другой Казанской улицей, проходящей в центре Санкт-Петербурга, название которой связано с Казанским собором, и которая в 1923—1998 годах называлась улицей Плеханова.
В декабре 2016 года петербургский бизнесмен Андрей Кошкин, глава девелоперской компании группа «ЯРД», подал заявку о возвращении улице её исторического названия — Кошкина улица. Предложение рассматривалось на заседании Топонимической комиссии Санкт-Петербурга, прошедшем летом 2017 года, однако было отклонено. По неофициальной информации «Топонимическая комиссия завернула это переименование, обосновывая решение фамилией просителя — девелопера Андрея Кошкина». 8 апреля 2022 года на очередном заседании Топонимической комиссии было принято решение переименовать улицу в Казанский переулок «для устранения нежелательной путаницы с одноименной улицей в Центральном районе Санкт-Петербурга».

## Пересечения
- проспект Шаумяна
- Гранитная улица